# Polybotrya pilosa
Polybotrya pilosa är en träjonväxtart som beskrevs av Alexander Curt Brade. Polybotrya pilosa ingår i släktet Polybotrya och familjen Dryopteridaceae. Inga underarter finns listade.